# Cusseta (Alabama)
Cusseta – miasto w Stanach Zjednoczonych, w stanie Alabama, w hrabstwie Chambers. W roku 2023 miasto zamieszkiwało 149 osób, a gęstość zaludnienia wynosiła 22 osoby/km².